# Walk on Water (Eminem)
Walk on Water is een nummer van de Amerikaanse rapper Eminem en de Amerikaanse R&B-zangeres Beyoncé uit 2017. Het is de eerste single van Eminems negende studioalbum Revival.
"Walk on Water" is een persoonlijk nummer dat gaat over problemen die Eminem tijdens zijn carrière heeft meegemaakt. Ook vraagt hij zich in het nummer af hoe relevant hij vandaag de dag nog is. Het nummer opent met het refrein, gezongen door Beyoncé, die zingt dat ze ook maar een mens is. Supersterren als zij worden door fans als een soort Jezus gezien die over water kan lopen, maar ook topartiesten zijn weleens onzeker en kunnen niet alles. In het eerste couplet heeft Eminem het over de hoge verwachtingen die zijn fans van hem hebben. Hij rapt dat hij zijn best doet om daaraan te voldoen, maar dat het hem niet lukt. Wat hij ook doet, mensen zullen hem afkraken en dat is een bittere pil. Hij vervangt pil in deze zin door Vicodin, een zware pijnstiller. Dat is een hint naar zijn heftige verslavingsverleden. Het tweede couplet gaat over de onzekerheid waar Eminem mee te kampen heeft. Eminem zegt dat hij het gevoel heeft dat zijn nieuwe muziek net zo goed moet zijn als zijn best verkopende album, The Marshall Mathers LP uit 2000. Elke keer als hij denkt iets heel goeds te hebben geschreven, dan vindt hij het even later weer verschrikkelijk. Hij vindt zijn raps nooit goed genoeg en alle kritiek heeft hem onzeker gemaakt. Als Beyoncé voor de derde keer het refrein doet, zingt ze dat ze "ook maar een mens is, net als jij". Ze maakt fouten en mensen moeten haar niet zo zwaar in haar geloven. Ze is doodsbang dat ze mensen teleurstelt. Vervolgens komt het derde couplet, waar Eminem zijn succes aansnijdt. De laatste jaren kreeg Eminem een heleboel kritiek, bijvoorbeeld op het nummer "No Favors", samen met rapper Big Sean. Hij vertelt ook dat hij ooit ‘de wereld bij de ballen had’ en dat hij nu wordt uitgelachen. Maar eigenlijk kan hem dat niets schelen, hij geeft alleen maar om het oordeel van zijn overleden vriend DeShaun Holton, die samen met Eminem in rapgroep D12 zat en in 2006 werd doodgeschoten in een club. In het laatste deel van het vierde couplet kijkt Eminem terug op een in elkaar stortende carrière, maar hij geeft de moed niet op. Hij bepaalt zelf wel wanneer hij zijn carrière aan de wilgen hangt.
Het nummer werd een wereldwijde hit. In de Amerikaanse Billboard Hot 100 haalde het de 14e positie. In de Nederlandse Top 40 haalde het nummer een bescheiden 24e positie, en in de Vlaamse Ultratop 50 was het goed voor een 32e positie.